# Ophiurida
Ordre
Les Ophiurida sont un ordre d'échinodermes dans la classe des ophiures, qui ressemblent à des étoiles de mer.

## Description et caractéristiques
Cet ordre regroupait jusqu'en 2017 presque toutes les ophiures simples connues ; cependant une vaste étude génétique publiée en 2017 l'a considérablement réduit, en érigeant plusieurs nouveaux ordres.
Ce groupe extrêmement vaste est cependant marqué par une faible diversité morphologique : ainsi, la distinction entre les différentes familles se fait principalement sur la base de la morphologie de l'appareil buccal, très difficilement visible sur un animal vivant. Les piquants présents sur les bras et l'agencement des plaques squelettiques fournissent d'autres critères d'identification, là aussi peu adaptés à la reconnaissance in situ. 

## Liste des sous-ordres
| Selon World Register of Marine Species (24 mars 2018) : - ordre Ophiurida Müller & Troschel, 1840 sensu O'Hara et al., 2017 - sous-ordre Ophiomusina O'Hara et al., 2017 - famille Ophiomusaidae (O'Hara, Stöhr, Hugall, Thuy, Martynov, 2018) - famille Ophiosphalmidae (O'Hara, Stöhr, Hugall, Thuy & Martynov, 2018) - Ophiomusina incertae sedis - sous-ordre Ophiurina Müller & Troschel, 1840 sensu O'Hara et al., 2017 - famille Astrophiuridae Sladen, 1879 - famille Ophiopyrgidae Perrier, 1893 - famille Ophiuridae Müller & Troschel, 1840 - Ophiurina incertae sedis - Ophiurida incertae sedis | Selon ITIS (18 janvier 2014) : - sous-ordre Chilophiurina Matsumoto, 1915 - famille Ophiocomidae Ljungman, 1867 - famille Ophiodermatidae Ljungman, 1867 - famille Ophioleucidae - famille Ophionereididae Ljungman, 1867 - famille Ophiuridae Lyman, 1865 - sous-ordre Gnathophiurina Matsumoto, 1915 - famille Amphilepididae Matsumoto, 1915 - famille Amphiuridae Ljungman, 1867 - famille Ophiactidae Matsumoto, 1915 - famille Ophiotrichidae Ljungman, 1866 - sous-ordre Laemophiurina Matsumoto, 1915 - famille Hemieuryalidae - famille Ophiacanthidae Perrier, 1891 |

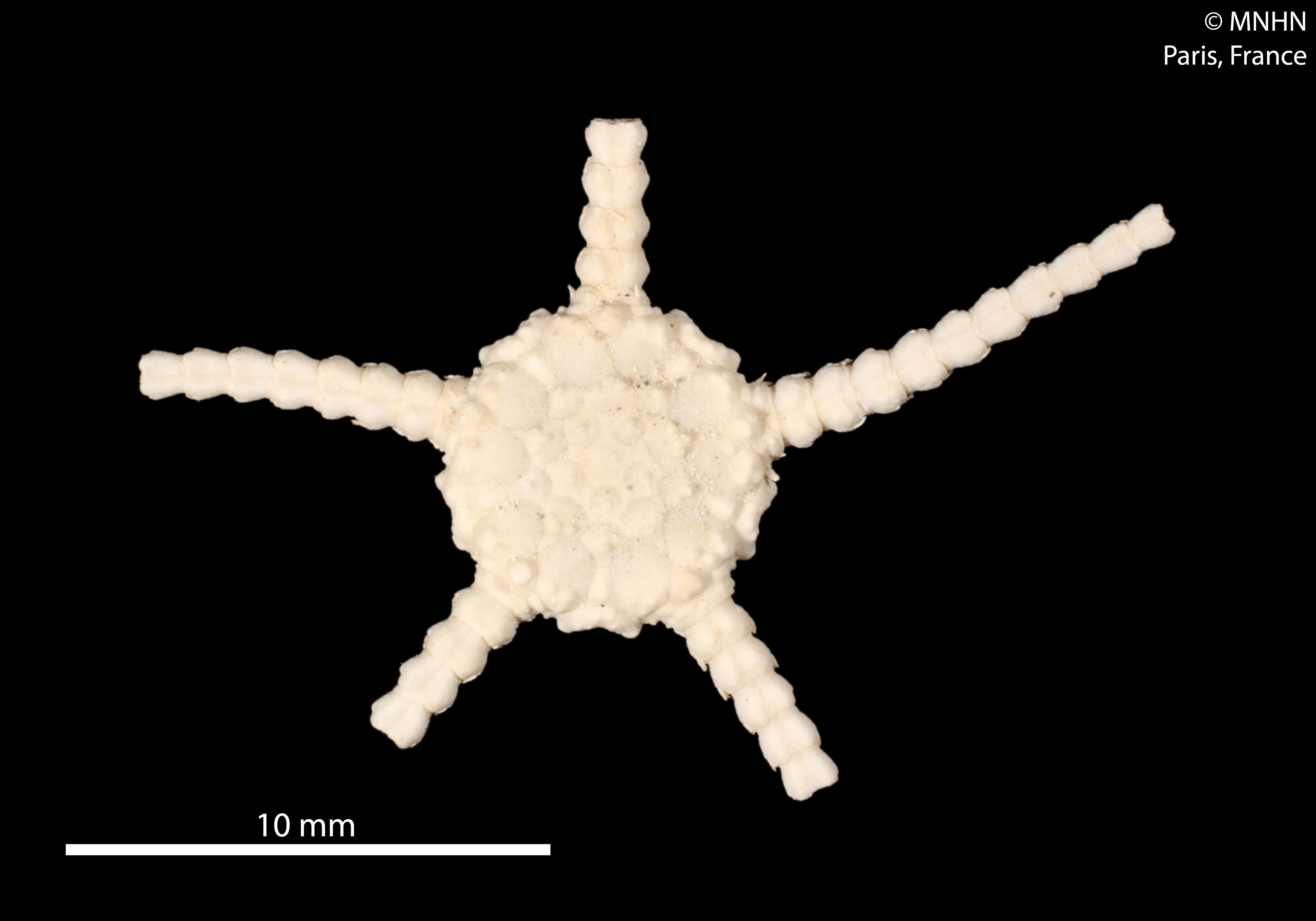
Ophiomusa acufera (Ophiomusaidae)
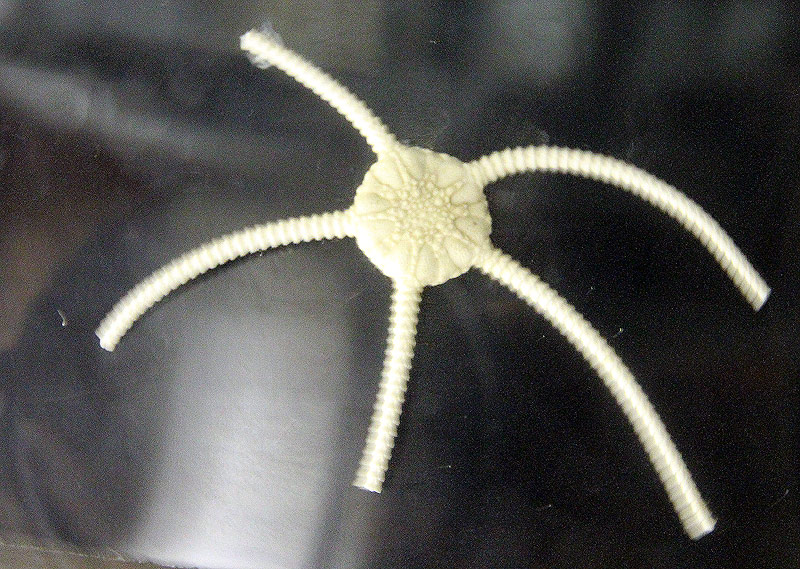
Ophiomusium lymani (Ophiosphalmidae)
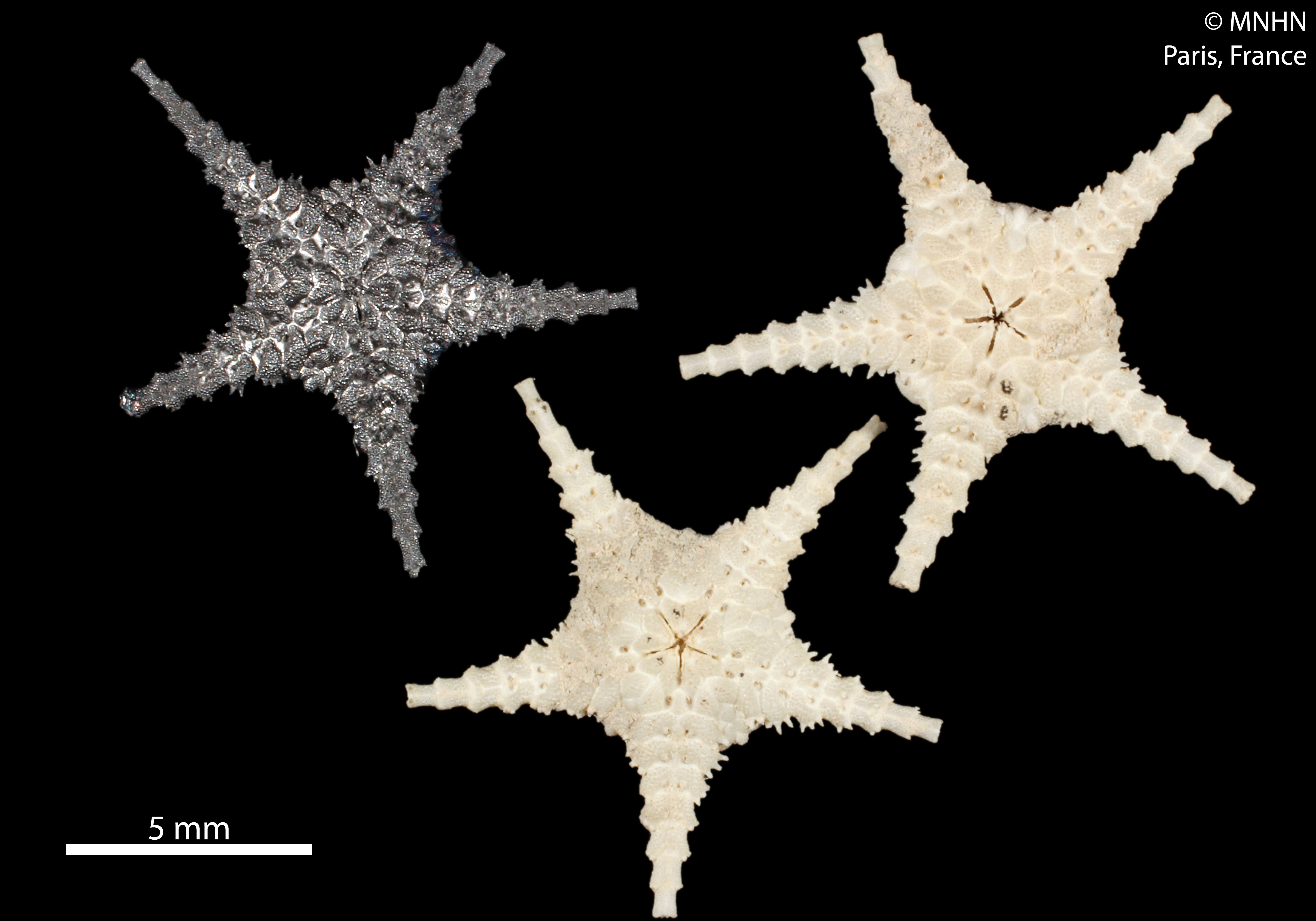
Ophiomisidium crosnieri (Astrophiuridae)
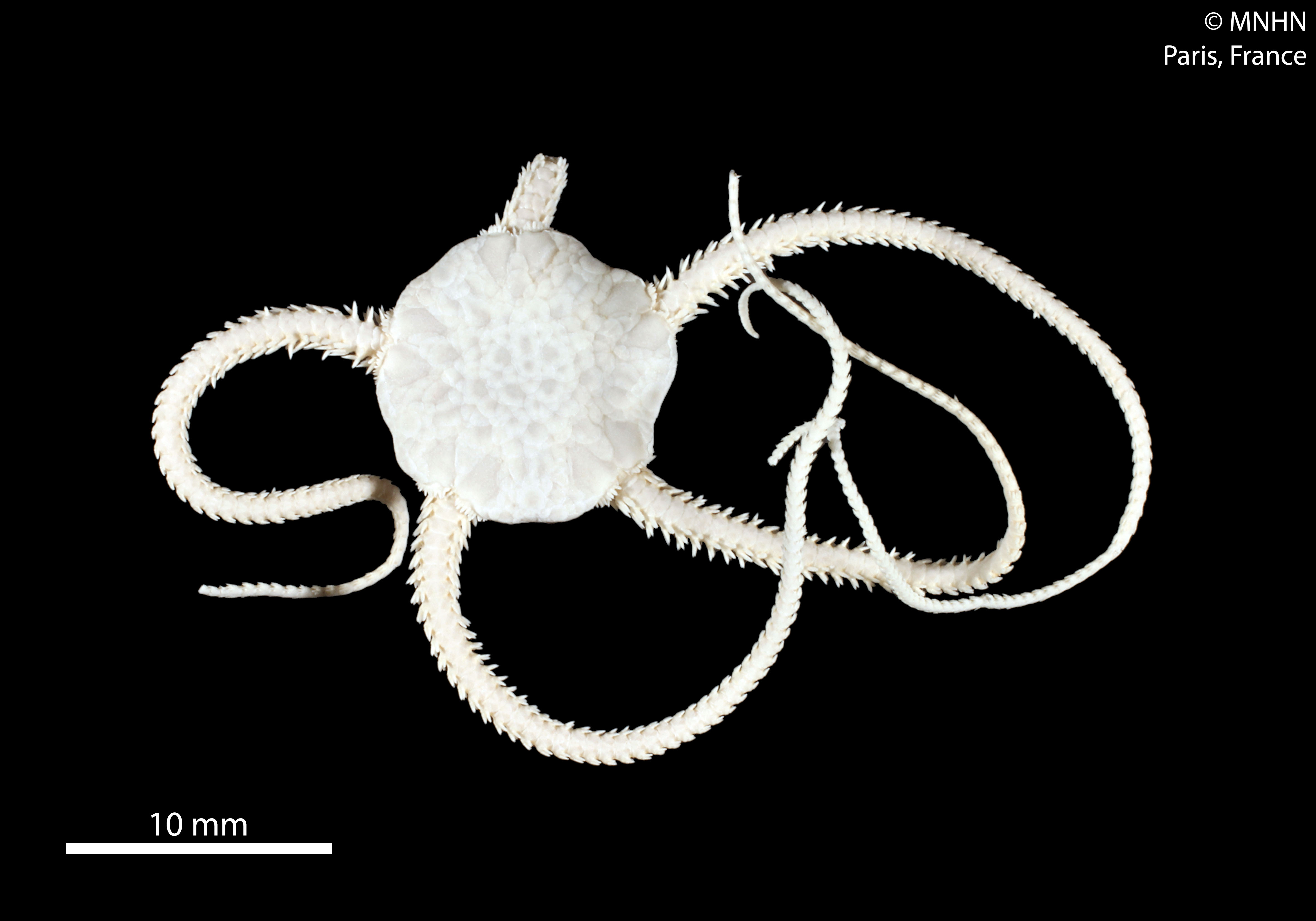
Spinophiura jolliveti (Ophiopyrgidae)
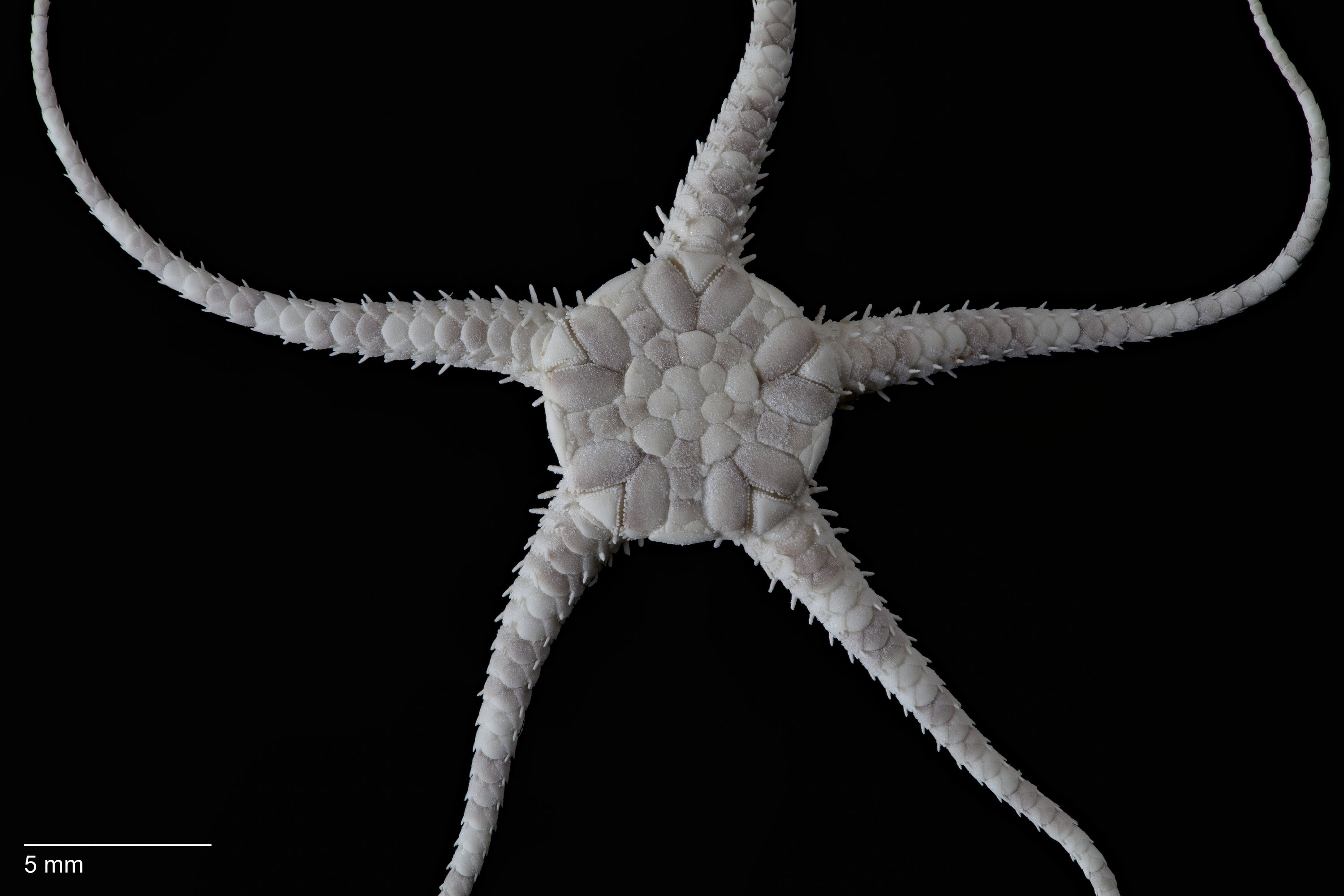
Ophiocrossota multispina (Ophiuridae)